# Francesco Gavazzi
Francesco Gavazzi (Morbegno, 1 augustus 1984) is een Italiaans voormallig wielrenner.

## Belangrijkste overwinningen
2003
6e etappe Ronde van de Aostavallei
2006
4e etappe Baby Giro
 Italiaans kampioen op de weg, Beloften
Eindklassement Ronde van Toscane, Beloften
Ronde van Canavese, Beloften
2009
Ronde van Neurenberg
2010
1e etappe Ronde van Sardinië
3e etappe Ronde van het Baskenland
Coppa Agostoni
Trittico Lombardo
2011
5e etappe Ronde van het Baskenland
6e en 10e etappe Ronde van Portugal
18e etappe Ronde van Spanje
2012
3e etappe Ronde van Peking
2016
Memorial Marco Pantani
2018
1e etappe Ronde van Burgos
2019
4e etappe Ronde van de Limousin

## Resultaten in voornaamste wedstrijden
| Jaar | Ronde van Italië | Ronde van Frankrijk | Ronde van Spanje |
| ---- | ---------------- | ------------------- | ---------------- |
| 2007 |                  |                     |                  |
| 2008 | 84e              |                     |                  |
| 2009 | 69e              |                     |                  |
| 2010 |                  | 104e                |                  |
| 2011 |                  |                     | 58e (1)          |
| 2012 |                  |                     |                  |
| 2013 |                  | 84e                 |                  |
| 2014 |                  |                     |                  |
| 2015 | 58e              |                     |                  |
| 2016 |                  |                     |                  |
| 2017 |                  |                     |                  |
| 2018 | 53e              |                     |                  |
| 2019 | 58e              |                     |                  |
| 2020 |                  |                     |                  |
| 2021 | 29e              |                     |                  |
| 2022 | 67e              |                     |                  |
| 2023 | 67e              |                     |                  |

| Jaar | Milaan-San Remo | Gent-Wevelgem | Ronde van Vlaanderen | Amstel Gold Race | Luik-Bast.‑Luik | Ronde van Lombardije | Waalse Pijl | Parijs-Tours | Bretagne Classic |  | WK op de weg |  | Wereldranglijsten |
| ---- | --------------- | ------------- | -------------------- | ---------------- | --------------- | -------------------- | ----------- | ------------ | ---------------- |  | ------------ |  | ----------------- |
| 2007 |                 |               |                      |                  |                 | 80e                  |             |              | 13e              |  |              |  |                   |
| 2008 |                 |               |                      | 102e             | 105e            | 46e                  | 110e        |              |                  |  |              |  | 51e (UPT)         |
| 2009 | 17e             |               |                      | 39e              |                 | 63e                  | 62e         | 6e           |                  |  |              |  | 111e (UWK)        |
| 2010 | 70e             |               |                      | 31e              | 78e             | opgave               | 15e         |              | 8e               |  | opgave       |  | 109e (UWK)        |
| 2011 | opgave          |               |                      | 25e              | 68e             | opgave               | 85e         |              |                  |  | 77e          |  | 119e (UWT)        |
| 2012 | 29e             |               |                      | 67e              | opgave          | opgave               | opgave      |              | 16e              |  |              |  | 53e (UWT)         |
| 2013 | opgave          |               |                      | 20e              | 84e             | opgave               | 127e        |              | 75e              |  |              |  | 155e (UWT)        |
| 2014 | opgave          | 43e           | opgave               |                  |                 | opgave               |             |              | 13e              |  |              |  | 191e (UWT)        |
| 2015 |                 |               |                      |                  |                 | 34e                  |             |              | 69e              |  |              |  |                   |
| 2016 | 20e             |               |                      |                  |                 | opgave               |             |              |                  |  |              |  |                   |
| 2017 | 15e             |               |                      |                  |                 | opgave               |             |              |                  |  |              |  |                   |
| 2018 |                 |               |                      |                  |                 | opgave               |             |              |                  |  |              |  |                   |
| 2019 | 96e             |               |                      |                  |                 |                      |             |              |                  |  |              |  |                   |
| 2020 | 84e             |               |                      |                  |                 |                      |             |              |                  |  |              |  |                   |
| 2021 |                 |               |                      |                  |                 | opgave               |             |              |                  |  |              |  |                   |
| 2022 | 44e             |               |                      |                  |                 |                      |             |              |                  |  |              |  |                   |
| 2023 | 58e             |               |                      |                  |                 |                      |             |              |                  |  |              |  |                   |

## Ploegen
2005 –  Lampre-Caffita (stagiair vanaf 1 augustus)
2006 –  Lampre-Fondital (stagiair vanaf 1 augustus)
2007 –  Lampre-Fondital
2008 –  Lampre
2009 –  Lampre-NGC
2010 –  Lampre-Farnese Vini
2011 –  Lampre-ISD
2012 –  Astana Pro Team
2013 –  Astana Pro Team
2014 –  Astana Pro Team
2015 –  Southeast
2016 –  Androni Giocattoli-Sidermec
2017 –  Androni-Sidermec-Bottecchia
2018 –  Androni Giocattoli-Sidermec
2019 –  Androni Giocattoli-Sidermec
2020 –  Androni Giocattoli-Sidermec
2021 –  EOLO-Kometa
2022 –  EOLO-Kometa
2023 –  EOLO-Kometa
Ballan ·
Bennati · 
Bonomi ·     
Bortolami ·
Commesso ·
Cunego ·
Figueras · 
Fornaciari · 
Franzoi · 
Fuentes · 
Glomser ·
Kvatsjoek ·
Loosli ·
Marzano ·
Marzoli ·
Matzbacher · 
Mazzoleni ·
Petrov · 
Pieri (tot 31/07) · 
Sabaliauskas · 
Righi ·
Scotto D'Abusco (tot 31/05) ·
Simoni · 
Spezialetti ·
Štangelj ·
Szmyd · 
Tonti ·
Vila ·
Bono (stagiair) ·
Gavazzi (stagiair) ·
Possoni (stagiair)
Ballan ·
Bennati · 
Bono ·     
Bruseghin ·
Carrara ·
Castañeda ·
Commesso ·
Corioni ·
Cunego ·
Figueras · 
Fornaciari · 
Franzoi · 
Loosli ·
Marzano ·
Marzoli · 
Napolitano ·
Petrov · 
Possoni · 
Righi ·
Sabaliauskas (tot 30/06) ·
Santambrogio ·
Štangelj ·
Szmyd · 
Tiralongo ·
Valjavec · 
Vila ·
Gavazzi (stagiair) ·
Wu (stagiair) ·
Xu (stagiair)
Baldato ·
Ballan ·
Bennati · 
Bono ·   
Bossoni ·  
Bruseghin ·
Caruso ·
Castañeda ·
Corioni ·
Cunego ·
Figueras · 
Fornaciari · 
Franzoi · 
Gavazzi ·
Longo ·
Loosli ·
Marzano ·
Mori ·
Napolitano ·
Possoni · 
Righi ·
Santambrogio ·
Štangelj ·
Szmyd · 
Tiralongo ·
Valjavec · 
Vila ·
Bandiera (stagiair) ·
Girardini (stagiair) ·
Pinizzotto (stagiair)
Baldato ·
Ballan  ·
Bandiera ·
Bindi · 
Bono ·   
Bossoni ·  
Bruseghin ·
Cunego ·
Fornaciari · 
Gavazzi ·
Grendene · 
Longo ·
Loosli ·
Lorenzetto ·
Marzano ·
Mori ·
Murro ·
Napolitano ·
Pelánek · 
Righi ·
Santambrogio ·
Špilak ·
Szmyd · 
Tiralongo ·
Vila ·
Boets (stagiair) ·
Dabrowski (stagiair) ·
Saronni (stagiair)
Ballan  ·
Bandiera ·
Bindi ·
Boets · 
Bono ·     
Bruseghin ·
Caucchioli ·
Cunego ·
Da Dalto · 
Furlan ·
Gasparotto ·
Gavazzi ·
Grendene · 
Loosli ·
Lorenzetto ·
Magazzini ·
Marzano ·
Manuele Mori ·
Massimiliano Mori ·
Ponzi ·
Righi ·
Santambrogio ·
Sapa ·
Špilak ·
Tiralongo ·
Tomei ·
Zagorodni ·
Malori (stagiair)
Balloni ·
Bernucci ·
Boets · 
Bole ·
Bono ·     
Cunego ·
Da Dalto · 
Furlan ·
Gavazzi ·
Grendene · 
Hondo ·
Kasjetsjkin ·
Loosli ·
Lorenzetto ·
Magazzini ·
Malori ·
Marzano ·
Mori ·
Petacchi ·
Pietropolli ·
Ponzi ·
Righi ·
Sapa ·
Simoni (tot 31/05) ·
Spezialetti ·
Špilak ·
Ulissi ·
Pasqualon (stagiair) ·
Rabottini (stagiair) ·
Rocchetti (stagiair)
Balloni ·
Bertagnolli ·
Boets · 
Bole ·
Bono ·     
Cunego ·
Gavazzi ·
Hondo ·
Kasjetsjkin (tot 31/07) ·
Kondroet ·
Kostjoek ·
Kryvtsov ·
Kvatsjoek ·
Loosli ·
Magazzini ·
Malori ·
Marzano ·
Mori ·
Niemiec ·
Pérez ·
Petacchi ·
Pietropolli ·
Righi ·
Scarponi ·
Spezialetti ·
Špilak ·
Szeghalmi ·
Ulissi ·
Graziato (stagiair) ·
Tedeschi (stagiair) ·
Tiozzo (stagiair)
Aru ·
Bazajev ·
Božič ·
Brajkovič ·
Dyaçenko ·
Fofonov ·
Gasparotto ·
Gavazzi ·
Groezdev ·
Guarnieri ·
Hryvko ·
M. Iglinski · 
V. Iglinski ·
Kangert ·
Kasjetsjkin ·
Kessiakoff ·
Kišerlovski ·
Kreuziger ·
Masciarelli (tot 31/05) ·
Moeravjov ·
Nepomnyaşşïy ·
Petrov ·
Ponzi ·
Renev ·
Seeldraeyers · 
Silin · 
Tiralongo · 
Vinokoerov  ·
Zejts
Agnoli ·
Aru ·
Bazajev ·
Božič ·
Brajkovič ·
Dyaçenko ·
Fuglsang ·
Gasparotto ·
Gavazzi ·
Groezdev ·
Guardini ·
Guarnieri ·
Hryvko ·
Huffman ·
Iglinski · 
Kamışev ·
Kangert ·
Kasjetsjkin ·
Kessiakoff ·
Loetsenko ·
Moeravjov ·
Nibali ·
Ponzi ·
Seeldraeyers · 
Silin · 
Tiralongo · 
Tlewbajev ·
Vanotti ·
Zejts
Agnoli · Aru · Božič · Brajkovič · Dyaçenko · Fominykh · Fuglsang · Gasparotto · Gavazzi · Groezdev · Guardini · Guarnieri · Hryvko · Huffman · V.Iglinski · M.Iglinski · Kamışev · Kangert · Kessiakoff · Landa · Loetsenko · Moeravjov · Nibali · Scarponi · Tiralongo · Tlewbajev · Vanotti · Westra · Zejts · Ayazbajev (stagiair) · Davïdenok (stagiair) · Qojatajev (stagiair)
Andriato · Belletti · Bertazzo · Busato · Carretero · Cecchinel · Conti · Dal Col · Favilli · Fedi · Finetto · Fonzi · Gavazzi · Gil · Mareczko · Monsalve · Petacchi · Ponzi · Tedeschi · Wackermann · Zhupa · Amezqueta (stagiair) · Rodríguez (stagiair)
Bandiera · Benfatto · Bernal · Cecchinel · Chicchi · Dall'Antonia · Frapporti · Gavazzi · Nardin · Pacioni · Pellizotti · Ratto · Selvaggi · Taliani · Torres · Țvetcov · Viganò · Bonusi (stagiair) · De Marchi (stagiair) · Gasparrini (stagiair)
Ballerini · Benfatto · Bernal · Bonusi · Cattaneo · D'Urbano · Mar. Frapporti · Mat. Frapporti · Gavazzi · Malucelli · Masnada · Pacioni · Palini · Rivera · Sosa · Spreafico · Taliani · Torres · Vendrame
Ballerini · Belletti · Benfatto · Bisolti · Bonusi · Cattaneo · Chirico · Mar. Frapporti · Mat. Frapporti · Gavazzi · Malucelli · Masnada · Rivera · Sosa · Spreafico · Torres · Vendrame · Lizde (stagiair) · Viel (stagiair)
Belletti · Benfatto · Bisolti · Busato · Cardona · Cattaneo · Fedrigo · Flórez · Mar. Frapporti · Mat. Frapporti · Gavazzi · Masnada · Montaguti · Muñoz · Pelucchi · Rivera · Rumac · Spreafico · Vendrame · Viel · Bais (stagiair) · Ravanelli (stagiair) · Venchiarutti (stagiair)
Bagioli · Bais · Belletti · Bisolti · Cepeda · Chirico · Flórez · Frapporti · Gabburo · Gavazzi · Muñoz · Pacioni · Pelikán · Pellaud · Ravanelli · Restrepo · Rivera · Rumac · Spreafico · Venchiarutto · Viel
Albanese · Archibald · Bais · Belletti · Christian · Dina · Fancellu · Fetter · Fortunato · Frapporti · García · Gavazzi · Grávalos · Pacioni · Ravasi · Rivi · Ropero · Sevilla · Viegas · Wackermann · Hernaiz (stagiair) · Martin (stagiair) · Piganzoli (stagiair)
Albanese · Bais · Bevilacqua · Christian · Dina · Fancellu · Fedeli (vanaf 20/6) · Fetter · Fortunato · García · Gavazzi · Grávalos · Lonardi · Maestri · Á. Martín · D. Martín · Ravasi · Rivi · Ropero · Rosa · Sevilla · Viegas · Montoli (stagiair) · Muñoz (stagiair) · Pietrobon (stagiair)
Albanese · D. Bais · M. Bais · Bevilacqua · Fancellu · Fetter · Fortunato · Garosio · Gavazzi · Lonardi · Maestri · Á. Martín · D. Martín · Pietrobon · Piganzoli · Raccani (tot 9/8) · Rivi · Serrano · Sevilla · Tercero · De Cassan (stagiair) · Muñoz (stagiair)